# Barycnemis confusa
Barycnemis confusa là một loài tò vò trong họ Ichneumonidae.